# David di Donatello 1992
La cerimonia di premiazione della 37ª edizione dei David di Donatello si è svolta il 6 giugno 1992 in Campidoglio a Roma.

## Vincitori
Miglior film
- Il ladro di bambini, regia di Gianni Amelio
- Maledetto il giorno che t'ho incontrato, regia di Carlo Verdone
- Il muro di gomma, regia di Marco Risi

Miglior regista
- Gianni Amelio - Il ladro di bambini
- Marco Risi - Il muro di gomma
- Carlo Verdone - Maledetto il giorno che t'ho incontrato

Miglior regista esordiente
- Maurizio Zaccaro -  Dove comincia la notte
- Massimo Scaglione -  Angeli a Sud
- Giulio Base - Crack

Migliore sceneggiatura
- Carlo Verdone e Francesca Marciano - Maledetto il giorno che t'ho incontrato
- Gianni Amelio, Sandro Petraglia e Stefano Rulli - Il ladro di bambini
- Carmine Amoroso, Suso Cecchi D'Amico, Piero De Bernardi e Mario Monicelli - Parenti serpenti
- Sandro Petraglia, Andrea Purgatori e Stefano Rulli - Il muro di gomma

Migliore produttore
- Angelo Rizzoli - Il ladro di bambini
- Claudio Bonivento - Il proiezionista
- Giovanni Di Clemente - Parenti serpenti

Migliore attrice protagonista
- Giuliana De Sio - Cattiva
- Margherita Buy - Maledetto il giorno che t'ho incontrato
- Francesca Neri - Pensavo fosse amore... invece era un calesse

Migliore attore protagonista
- Carlo Verdone - Maledetto il giorno che t'ho incontrato
- Enrico Lo Verso - Il ladro di bambini
- Gian Maria Volonté - Una storia semplice

Migliore attrice non protagonista
- Elisabetta Pozzi - Maledetto il giorno che t'ho incontrato
- Angela Finocchiaro - Il muro di gomma
- Cinzia Leone - Donne con le gonne

Migliore attore non protagonista
- Angelo Orlando - Pensavo fosse amore... invece era un calesse
- Giancarlo Dettori - Maledetto il giorno che t'ho incontrato
- Giorgio Gaber - Rossini! Rossini!

Migliore direttore della fotografia
- Danilo Desideri - Maledetto il giorno che t'ho incontrato
- Tonino Nardi e Renato Tafuri - Il ladro di bambini
- Ennio Guarnieri - Il proiezionista

Migliore musicista
- Franco Piersanti - Il ladro di bambini
- Francesco De Gregori - Il muro di gomma
- Pino Daniele - Pensavo fosse amore... invece era un calesse

Migliore scenografo
- Carlo Simi - Bix
- Andrea Crisanti - Il ladro di bambini
- Ezio Frigerio - Il proiezionista

Migliore costumista
- Lina Nerli Taviani - Rossini! Rossini!
- Enrica Barbano - Cattiva
- Gianna Gissi - Il ladro di bambini

Migliore montatore
- Antonio Siciliano - Maledetto il giorno che t'ho incontrato (ex aequo)
- Simona Paggi - Il ladro di bambini (ex aequo)
- Claudio Di Mauro - Il muro di gomma

Migliore fonico di presa diretta
- Gaetano Carito - Il muro di gomma
- Remo Ugolinelli - Johnny Stecchino
- Gianni Zampagni - Una storia semplice
- Alessandro Zanon - Il ladro di bambini

Miglior film straniero
- Lanterne rosse (Da hong deng long gao gao gua), regia di Zhang Yimou
- Ombre e nebbia, regia di Woody Allen
- Thelma e Louise, regia di Ridley Scott

Migliore attrice straniera
- Geena Davis - Thelma e Louise (Thelma & Louise) (ex aequo)
- Susan Sarandon - Thelma e Louise (Thelma & Louise) (ex aequo)
- Gong Li - Lanterne rosse

Miglior attore straniero
- John Turturro - Barton Fink - È successo a Hollywood (Barton Fink)
- Woody Allen - Ombre e nebbia (Shadows and Fog)
- Michel Bouquet - Toto le héros - Un eroe di fine millennio (Toto le Héros)
- Robert De Niro - Cape Fear - Il promontorio della paura (Cape Fear)

David Luchino Visconti
- Ermanno Olmi

David speciale
- Giuseppe Ieracitano e Valentina Scalici bambini interpreti de Il ladro di bambini
- Johnny Stecchino per il grande successo di critica e di pubblico